# Miflaga Progresivit
Die Miflaga Progresivit (hebräisch מִפְלָגָה פְּרוֹגְרֵסִיבִי Miflagah Prōgresīvīt, deutsch ‚Progressive Partei‘, englisch Progressive Party) war eine linksliberale Partei in Israel. Sie bestand von 1948 bis 1961.
Die Partei wurde 1948 gegründet. Die Parteigründer kamen zum größten Teil aus den Reihen des eher nach links tendierenden „A“-Flügels der Allgemeinen Zionisten sowie aus den Parteien Alijah Chadaschah ‚Neue Einwanderung‘ und HaʿOved haZijjoni ‚der Zionistische Arbeiter‘, die bereits vor Gründung des israelischen Staates aktiv waren. Wie auch ihre Gründer, repräsentierte die neue Partei vor allem Immigranten aus Mitteleuropa. Die Miflaga Progresivit wurde 1949 in die Gründungsversammlung gewählt, aus der dann die 1. Knesset wurde. 
Die Partei war von der 1. Legislaturperiode (1949–1951) bis zur 4. Legislaturperiode (1959–1961) mit vier bis sechs Abgeordneten in der Knesset vertreten. In diesem Zeitraum war sie mehrmals als kleiner Partner der Arbeiterpartei Mapai an der Regierung unter David Ben-Gurion bzw. Mosche Scharet beteiligt. Parteivorsitzender war Pinchas Rosen, der auch zu den Mitbegründern der Partei gehörte. Während der verschiedenen Regierungsbeteiligungen der Miflaga Progresivit nahm Rosen jeweils das Amt des Justizministers wahr.
Gegen Ende der 4. Knesset vereinigte sie sich mit der Partei Zionim Klalijim ‚Allgemeine Zionisten‘ zur Miflaga Liberalit Jisreʾelit ‚Israelische Liberale Partei‘. Am 8. Mai 1961 löste sich die Miflaga Progresivit auf. Die neu entstandene Liberale Partei ging vier Jahre später im Gachal-Wahlbündnis mit der konservativen Cherut zusammen. Die ehemaligen Mitglieder der Progressiven Partei lehnten dieses Bündnis aber überwiegend ab und bildeten die Liberalim ʿAtzmeʾijjim ‚Unabhängige Liberale‘.